# Dirk Bange

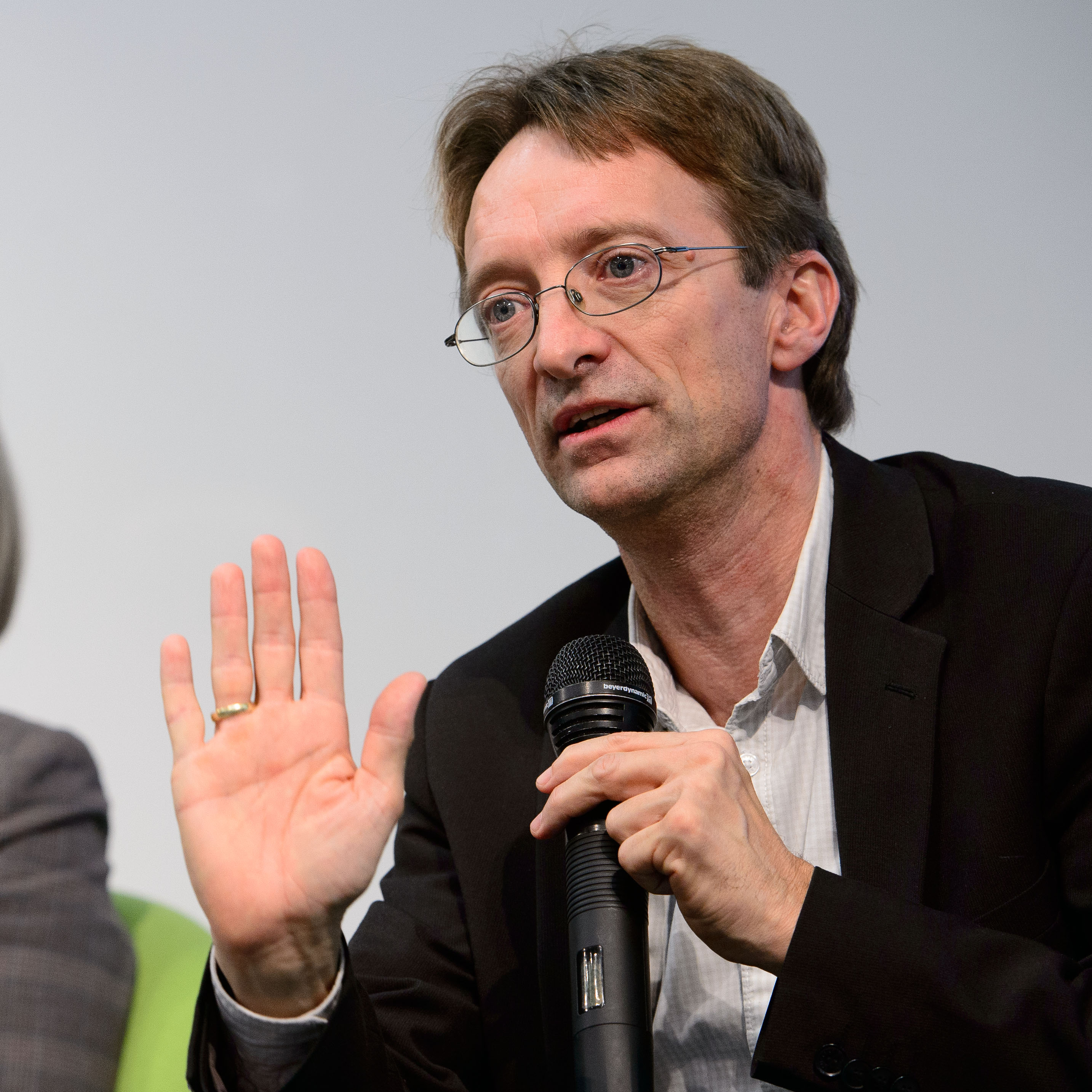
Dirk Bange, 2014

Dirk Bange (* 1963) ist ein deutscher Erziehungswissenschaftler und Autor. 
Er studierte von 1985 bis 1989 Erziehungswissenschaften an der Universität Dortmund und promovierte 1992. Er ist Leiter des Amtes für Familie der Behörde für Schule, Familie und Berufsbildung in Hamburg.

## Schriften
- Dirk Bange, Stephan Simone, Ursula Enders: Nein ist Nein. Neue Ansätze in der Präventionsarbeit. Volksbl.-Verlag, Köln 1995, ISBN 3-926949-20-1.
- Dirk Bange, Ursula Enders: Auch Indianer kennen Schmerz. Kiepenheuer und Witsch, Köln 1995, ISBN 3-462-02467-1.
- Die dunkle Seite der Kindheit. 2. Auflage. Volksbl.-Verlag, Köln 1995, ISBN 3-926949-04-X.
- Sexueller Missbrauch an Kindern. Beltz, Weinheim 1996, ISBN 3-621-27330-1.
- Dirk Bange, Wilhelm Körner: Handwörterbuch Sexueller Missbrauch. Hogrefe, Göttingen u. a. 2002, ISBN 3-8017-1188-9.
- Beitrag in: Kindesmisshandlung und Vernachlässigung. Ein Handbuch. Hogrefe, Göttingen u. a. 2005, ISBN 3-8017-1746-1.
- Sexueller Missbrauch an Jungen: Die Mauer des Schweigens. Hogrefe, Göttingen u. a. 2007, ISBN 978-3-8017-2065-0.